# 静岡県道76号富士富士宮由比線
静岡県道76号富士富士宮由比線（しずおかけんどう76ごう ふじふじのみやゆいせん）は、静岡県富士市から静岡市清水区に至る県道（主要地方道）である。

## 概要
静岡県富士市今井の静岡県道170号田子浦港大野線交点から富士宮市、富士市を経由して静岡市清水区由比の静岡県道370号由比停車場線交点を結ぶ。
逢来橋で富士川を渡ってからは、大代峠を越える身延路（駿州往還）の由比ルートを踏襲している。

### 路線データ
- 起点：富士市今井（静岡県道170号田子浦港大野線交点）
- 終点：静岡市清水区由比（入山入口交差点、静岡県道396号富士由比線・静岡県道370号由比停車場線交点）

## 歴史
- 1993年（平成5年）5月11日 - 建設省から、県道元古原大渕富士宮線・県道富士宮由比線が富士富士宮由比線として主要地方道に指定される[2]。
- 1994年（平成6年）4月1日、認定[1]。

## 路線状況

### 重複区間
- 静岡県道169号吉永吉原停車場線（富士市今井 - 富士市今井・東インター北交差点）
- 国道139号（富士市今井・今井交差点 - 富士市今井・富士東I.C交差点）
  - かつて富士宮市小泉の「小泉若宮」交差点から「若宮南」交差点の区間が本県道と重複していたが、2015年（平成27年）4月1日に国道の一部区間が静岡県に移管され、本県道の一部となった[3]。
- 静岡県道397号富士根停車場線（富士宮市小泉・若宮南交差点 - 富士宮市小泉）

## 地理

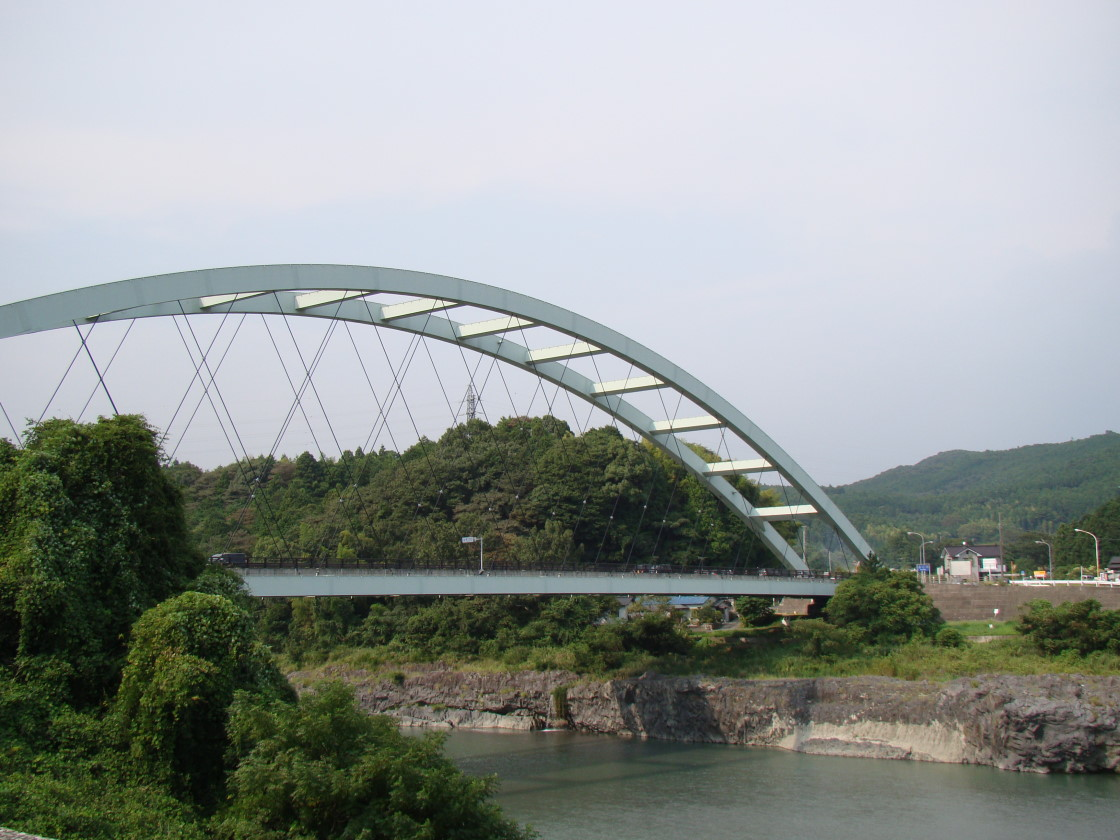
富士川を越える蓬莱橋（2008年9月）

### 通過する自治体
- 富士市
- 富士宮市
- 富士市
- 静岡市（清水区）

### 交差する道路
- 静岡県道170号田子浦港大野線（富士市今井、起点）
- 静岡県道169号吉永吉原停車場線（富士市今井）
- 国道139号・静岡県道380号富士清水線（富士市今井・今井交差点）
- 国道1号 沼津バイパス〜富士由比バイパス・国道139号（富士市今井・富士東I.C交差点）
- 静岡県道169号吉永吉原停車場線（富士市今井・東インター北交差点）
- 静岡県道22号三島富士線（富士市富士岡・富士岡交差点）
- 静岡県道24号富士裾野線（富士市今宮）
- 静岡県道24号富士裾野線（富士市今宮・今宮交差点）
- 静岡県道72号富士白糸滝公園線（富士市中野・中野交差点）
- 西富士道路・国道139号（富士宮市小泉・小泉若宮交差点）
- 静岡県道397号富士根停車場線（富士宮市小泉・若宮南交差点）
- 静岡県道397号富士根停車場線（富士宮市小泉）
- 静岡県道158号大坂富士宮線（富士宮市東町）
- 静岡県道53号富士宮停車場線（富士宮市中央町・中央町交差点）
- 静岡県道180号富士宮富士公園線（富士宮市大宮町・浅間大社前交差点）
- 静岡県道414号富士富士宮線（富士宮市大宮町・浅間大社南交差点）
- 静岡県道10号富士川身延線（富士市北松野・蓬来橋交差点）
- 静岡県道396号富士由比線・静岡県道370号由比停車場線（静岡市清水区由比・入山入口交差点、終点）